# Лам, Джордж
Джордж Лам (англ. George Lam, иер. упр. 林子祥; род. 12 октября 1947, Гонконг) — гонконгский актёр и певец.

## Биография
Лам родился в Гонконге в семье врачей, его отец был акушером-гинекологом . 
В юном возрасте Лам начал увлекаться музыкой и кино благодяря дедушке, который часто брал его с собой смотреть китайские и западные фильмы. В 1965 году Лам переехал в Великобританию, а затем в Соединённые Штаты. Именно там он начал писать первые свои песни. Вскоре он вернулся в Гонконг, чтобы начать музыкальную карьеру.
Лам начинал как один из вокалистов в группе «Jade». В 1976 году он начал сольную карьеру, выпустив свой первый одноименный англоязычный альбом «Lam». Его первый альбом на кантонском языке вышел в 1978 году. На протяжении 1980-х годов 23 песни Лиама возглавляли китайский поп-чарт RTHK, что делало его вторым после Алана Тама, у которого было 28 песен.
Помимо своей музыкальной карьеры, Лам также снимался в различных телевизионных драмах и фильмах. Его кинематографический дебют состоялся в 1978 году в картине «Трио счастливчиков». Возможно, его самой запоминающейся ролью была роль Шиоми Акутагавы, японского журналиста, в фильме «Люди на лодках» (1982) режиссёра Энн Хуэй, за которую он был номинирован на Гонконгскую кинопремию как лучший актер.

## Личная жизнь
В 1980 году Лам женился на Ын Чхин Юнь. У них есть сын Алекс Лам Так Шун, который также является певцом и актером, и дочь Эйприл. Лам и Ын развелись в 1994 году. 17 июля 1996 года он женился на певице и актрисе Салли Йе.

## Избранная фильмография
| Год  |   | Русское название               | Оригинальное название                | Роль                  |
| ---- | - | ------------------------------ | ------------------------------------ | --------------------- |
| 2018 | ф | Европейский расклад            | Ou zhou gong lue                     | Тин Фэн Чжэ           |
| 2011 | ф | Прощай верность                | Cheut gwai dik nui yan               | Мистер Мэн            |
| 2009 | ф | В поисках звезды               | Yau lung hei fung                    | Мистер Ямазаки        |
| 2007 | ф | Бродячий пёс                   | Ye. leung heun                       | Ниу Киу-Чак           |
| 2007 | ф | Чудо-женщины                   | Nui yan boon sik                     | То Лам                |
| 2004 | ф | Шесть сильных парней           | Luk jong si                          | Рико                  |
| 2003 | ф | Любовь под солнцем             | Ngoi zoi joeng gwong haa             |                       |
| 1997 | ф | Странная голубая история       | Ji lao si shi                        | Лоу Ка-син            |
| 1994 | ф | Есть сэр!                      | Shen tan Power zhi wen mi zhui xiong |                       |
| 1993 | ф | Идеальные парочки              | Jie da huan xi                       | Джордж То             |
| 1991 | ф | Вечеринка многочисленной семьи | Ho moon yeh yin                      | Принц Кувейта Алибаба |
| 1990 | ф | Сердце в сердце                | San ren xin shi jie                  | Алекс                 |
| 1990 | ф | Шанхай, Шанхай                 | Luan shi er nv                       | Большой Тигр          |
| 1990 | ф | Любовный укус                  | Yi yao O.K.                          | Дюк Ли                |
| 1989 | ф | Идеальная пара                 | Jui gaai nam pang yau                | Питер Лей             |
| 1988 | ф | Сияющий в ночи                 | Jin ye xing guang can lan            | Доктор Чеунг          |
| 1988 | ф | Сердцем к сердцу               | San ren shi jie                      | Алекс                 |
| 1987 | ф | Легкие деньги                  | Tong tian da dao                     | Мистер Джордж Лам     |
| 1985 | ф | Мои счастливые звезды 2        | Xia ri fu xing                       | Камео                 |
| 1985 | ф | В напитке бомба!               | Sheng dan qi yu jie liang yuan       | Бобо Лам              |
| 1984 | ф | С Новым годом                  | Gong xi fa cai                       | Мистер Мо             |
| 1984 | ф | Филин и Слоненок               | Mau tau ying yue siu fei jeung       | Филин                 |
| 1983 | ф | Шпионы по ошибке               | Ngoh oi Yei Loi Heung                | Йойо                  |
| 1982 | ф | Люди на лодках                 | Tau ban no hoi                       | Шиоми Акутагава       |
| 1981 | ф | Ложные улики                   | Gui ma zhi duo xing                  | Йохо                  |
| 1981 | ф | Жизнь после жизни              | Zai sheng ren                        |                       |
| 1980 | ф | Пембунаханское преследование   | Meng nu da zei sha zhen tan          |                       |
| 1979 | ф | Тайна                          | Fung gip                             | Врач                  |